# Catherine Ruge
Catherine Ruge (nascida em 25 de junho de 1982) é uma política da Tanzânia que serviu como Membro do Parlamento da Chadema (Assentos Especiais) por Serengeti, entre 2017 e 2020.

## Primeiros anos e educação
Ruge concluiu o ensino médio em Dodoma em 2003. Ela frequentou a Universidade de Dar es Salaam (UDSM) de 2004 a 2007, concluindo uma licenciatura em Negócios e Contabilidade. Em 2015 ela obteve o seu mestrado em Gestão de Negócios no Eastern and Southern African Management Institute. Actualmente, ela cursa o doutoramento (PhD) na UDSM em questões de género na área de contabilidade. Ruge é uma Contabilista Pública Certificada (CPA), detentora do certificado CPA credenciado pelo Conselho Nacional de Contabilistas e Auditores (NBAA) na Tanzânia.

## Política
Ruge entrou para a política enquanto estudava na UDSM. Em 2005, ela tornou-se numa jovem activista no eleitorado de Ubungo, ajudando John Mnyika a ganhar a eleição como membro do parlamento. Ela ingressou na Chadema em 2010 e concorreu com sucesso para o cargo de Secretária de Finanças na região do Serengeti. Em 4 de maio de 2017 ela foi nomeada pelo Chadema NEC para ser a Presidente dos Assentos Especiais do partido, em substituição à Dra. Elly Marco Macha.